# Kalju (Saaremaa)
Kalju – wieś w Estonii, w prowincji Sarema, w gminie Valjala.